# Cornel Gheorghe
Pour les articles homonymes, voir Gheorghe.
Cornel Gheorghe, né le 21 mars 1971 à Galați en Moldavie occidentale, est un patineur artistique roumain, onze fois champion de Roumanie.

## Biographie

### Carrière sportive
Cornel Ghorghe domine le patinage masculin en Roumanie du milieu des années 1980 jusqu'à la fin des années 1990, en remportant 11 titres nationaux.
Il représente son pays à trois mondiaux juniors (1986 à Sarajevo, 1987 à Kitchener et 1989 à Sarajevo), neuf championnats européens (1988 à Prague, 1990 à Léningrad, 1991 à Sofia, 1993 à Helsinki, 1994 à Copenhague, 1995 à Dortmund, 1996 à Sofia, 1997 à Paris et 1998 à Milan), neuf mondiaux seniors (1990 à Halifax, 1991 à Munich, 1992 à Oakland, 1993 à Prague, 1995 à Birmingham, 1996 à Edmonton, 1997 à Lausanne, 1999 à Helsinki et 2000 à Nice) et deux Jeux olympiques d'hiver (1994 à Lillehammer et 1998 à Nagano).

### Reconversion
Cornel Gheorghe prend sa retraite des compétitions après les mondiaux de 2000 et se tourne vers l'entraînement. Il a notamment entraîné Adrian Matei et Zolt Kosz. Il est également spécialiste technique pour la Roumanie.
En 2022, Cornel Gheorghe fait partie du jury de l'émission Dancing on Ice - Vis în doi, diffusée sur Antena 1.

## Palmarès
| Compétition                         | 1986    | 1987    | 1988    | 1989    | 1990    | 1991    | 1992    | 1993    | 1994    | 1995    | 1996    | 1997    | 1998    | 1999    | 2000    |  |  |  |  |
| Jeux olympiques d'hiver             |         |         |         |         |         |         |         |         | 14e     |         |         |         | 21e     |         |         |  |  |  |  |
| Championnats du monde               |         |         |         |         | 26e     | 23e     | 11e     | 9e      |         | 14e     | 14e     | 14e     |         | 28e     | 28e     |  |  |  |  |
| Championnats d'Europe               |         |         | 22e     |         | 12e     | 14e     |         | A       | 12e     | 10e     | 9e      | 16e     | 18e     |         |         |  |  |  |  |
| Championnats de Roumanie            | 1er     | 1er     | 1er     | F       | 1er     | 1er     | 1er     | 1er     | 1er     | 1er     | 1er     | 1er     | F       | 2e      | F       |  |  |  |  |
| Championnats du monde juniors       | 15e     | 17e     |         | A       |         |         |         |         |         |         |         |         |         |         |         |  |  |  |  |
|                                     |         |         |         |         |         |         |         |         |         |         |         |         |         |         |         |  |  |  |  |
| Grand Prix ISU                      | 1985/86 | 1986/87 | 1987/88 | 1988/89 | 1989/90 | 1990/91 | 1991/92 | 1992/93 | 1993/94 | 1994/95 | 1995/96 | 1996/97 | 1997/98 | 1998/99 | 1999/00 |  |  |  |  |
| Skate America                       |         |         |         |         |         |         |         | 6e      |         |         |         | 8e      |         |         |         |  |  |  |  |
| Skate Canada                        |         |         |         |         |         |         |         | 5e      |         |         | 9e      | 10e     | 6e      |         |         |  |  |  |  |
| Trophée de France                   |         |         |         |         |         |         |         | 9e      |         | 8e      | 5e      |         |         |         |         |  |  |  |  |
| Coupe de Russie                     |         |         |         |         |         |         |         |         |         |         |         |         | 9e      |         |         |  |  |  |  |
| Trophée NHK                         |         |         |         |         |         |         |         |         | 5e      |         |         | 8e      |         |         |         |  |  |  |  |
| Légende : F = Forfait ; A = Abandon |         |         |         |         |         |         |         |         |         |         |         |         |         |         |         |  |  |  |  |